# FIRST Res-Q
FIRST Res-Q, lanzado el 8 de septiembre de 2015, fue la competición de robótica 2015-2016 de FIRST Tech Challenge. En la competición, dos alianzas, cada una de ellas formada por dos equipos, compiten para escalar una montaña y conseguir restos en objetivos específicos de la alianza. FIRST Res-Q es el undécimo juego de desafío de FTC.

## Alianzas
En cada partido, los cuatro equipos que compiten se organizan en alianzas rojas y azules. Los miembros de una alianza compiten juntos para ganar puntos. Un partido consiste en un período autónomo de treinta segundos seguido de un período controlado por el conductor de dos minutos, lo que supone un tiempo total de dos minutos y treinta segundos. Las alianzas se seleccionan al azar antes del inicio de cada competición.

## Campo
El campo para la competencia es un cuadrado que mide 12 pies por 12 pies, que los equipos pueden construir para practicar antes de las competencias. Las montañas que consisten en áreas de escalada y metas específicas de la alianza se encuentran en dos esquinas del campo de juego. Las tirolinas designadas por la Alianza se extienden desde la cima de las montañas hasta la pared del campo de juego. Dos balizas de rescate específicas de la alianza que necesitan ser "reparadas" por robots autónomos están ubicadas en el muro perimetral del campo de juego.  Al comienzo de cada partido, se arrojan en el campo cincuenta cubos de plástico de color dorado de 2 pulgadas y treinta esferas de plástico blanco de 2.8 pulgadas de diámetro.

## Puntuación
El juego tiene tres secciones: el período autónomo, el período controlado por el conductor (o teleoperado) y el final del juego. Los criterios de puntuación son diferentes en cada segmento.

### Período autónomo
En el período autónomo, los robots funcionan de forma autónoma durante treinta segundos. Los robots ganan puntos al: "restablecer" las balizas de rescate, llevar a los escaladores a un refugio, estacionarse en la montaña y estacionarse en la zona de reparación de balizas de rescate o en la meta del piso.
| Método                                                            | Puntos                  |
| ----------------------------------------------------------------- | ----------------------- |
| Robot estacionado en una zona de reparación de balizas de rescate | 5 puntos                |
| Robot aparcado en una meta de suelo                               | 5 puntos                |
| Robot estacionado en la montaña y tocando el suelo                | 5 puntos                |
| Robot aparcado en la zona baja de la montaña                      | 10 puntos               |
| Robot aparcado en la zona media de la montaña                     | 20 puntos.              |
| Robot aparcado en la zona alta de la montaña                      | 40 puntos               |
| Faro de rescate iluminado para una alianza                        | 20 puntos por lado.     |
| Escalador en un refugio                                           | 10 puntos por escalador |

### Período controlado por el conductor
Durante el periodo de dos minutos controlado por el conductor, los equipos pueden utilizar mandos estándar de gamepad, cada uno con dos joysticks para manejar sus robots.
| Método                                                         | Puntos                  |
| -------------------------------------------------------------- | ----------------------- |
| Restos anotados en una portería de piso                        | 1 punto cada uno        |
| Restos anotados en una portería de la zona baja de la montaña  | 5 puntos cada uno.      |
| Restos marcados en una portería de la zona media de la montaña | 10 puntos cada uno.     |
| Restos marcados en una portería de la zona alta de la montaña  | 15 puntos cada uno.     |
| Restos anotados en la montaña y que tocan el suelo             | 5 puntos                |
| Aparcado en la zona baja de la montaña                         | 10 puntos               |
| Robot aparcado en la zona media de la montaña                  | 20 puntos               |
| Robot aparcado en la zona alta de la montaña                   | 40 puntos               |
| Escalador liberado/deslizado por la tirolina                   | 20 puntos cada uno      |
| Escalador en un refugio                                        | 10 puntos por escalador |

### Juego final
Los últimos 30 segundos del período controlado por el conductor se denominan Juego final. Además de las tareas del período controlado por el conductor, los robots ganan puntos extra en el juego final colgándose de la barra de tiro en la sección vertical superior de la montaña y reclamando una señal de "todo despejado" para su alianza.
| Método                                              | Puntos              |
| --------------------------------------------------- | ------------------- |
| Robot completamente apoyado en la barra de tracción | 80 puntos           |
| Reclamar una señal de despeje                       | 20 puntos por señal |

## Criterios de avance
Durante las eliminatorias, los campeonatos estatales y los superregionales, los equipos avanzan siguiendo el siguiente orden Ganador de la Inspiración, Capitán de la Alianza Ganadora, 2º puesto de la Inspiración, 1ª elección de la Alianza Ganadora, 3º puesto de la Inspiración, 2ª elección de la Alianza Ganadora, Ganador del Pensamiento y Capitán Finalista. Ganar premios de menor importancia (Premio Motivate, Premio Connect, etc.) puede influir en el orden de avance.
Después de clasificarse en una competición estatal, los equipos avanzan a una "Superregión", formada por equipos de muchos estados diferentes. Hay cuatro regiones en Estados Unidos, y cada una de ellas tiene una "sede" donde se celebra la competición propiamente dicha

## Ubicación del juego
Res-Q fue el último juego del FIRST Tech Challenge que designó un campeón mundial en el campo de los robots. Después del año de Res-Q, la competición celebró dos juegos de campeonato.